# Otto Jespersen

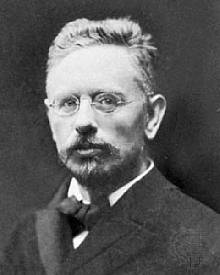
Otto Jespersen, um 1915

 Jens Otto Harry Jespersen (* 16. Juli 1860 in Randers; † 30. April 1943 in Roskilde) war ein dänischer Linguist, der auf die englische Sprache spezialisiert war.

## Leben
Jespersen studierte an der Universität Kopenhagen mit Abschlüssen in Englisch, Französisch und Latein, außerdem Linguistik an der Universität Oxford.
Von 1893 bis 1925 war er Professor für Englisch an der Universität Kopenhagen, wo er im akademischen Jahr 1920/21 als Rektor amtierte. Zusammen mit Paul Passy war er der Gründer der International Phonetic Association. Er engagierte sich auch für Plansprachen wie Esperanto. So war er beteiligt an der Entwicklung von Ido, das er mit seinem Novial zu verbessern suchte. Darüber hinaus nahm er an Konferenzen der International Auxiliary Language Association teil, die Interlingua entwickelte.
Jespersen genoss hohe Anerkennung aufgrund einiger Veröffentlichungen wie „Modern English Grammar“, worin er sich auf die Morphologie und die Syntax konzentrierte, und „Growth and Structure of the English Language“, einer umfassenden Abhandlung über das Englische. Dieses Buch ist heute, 100 Jahre nach seinem Erscheinen, immer noch im Handel.
Einen weiteren Gegenstand seiner Forschungen bildete der Unterschied im Sprachgebrauch von Frauen und Männern. Jespersen vertrat die These, dass Frauen eine einfachere Sprache benutzten. Seiner Ansicht nach würden Frauen kürzere Sätze bilden, hätten einen geringeren Wortschatz und einen weitaus einfacheren Satzbau. Hinzu komme eine angeborene Scheu vor derben Formulierungen. Wissenschaftliche Untersuchungen zu diesen Thesen wurden jedoch nicht angestellt.
Auf Jespersen geht der holistische Ansatz zum Ursprung der menschlichen Sprache in seiner ursprünglichen Form zurück.
Seit 1931 war er auswärtiges Mitglied der Königlich Niederländischen Akademie der Wissenschaften.

## Veröffentlichungen
- 1889: The Articulations of Speech Sounds represented by Means of analphabetic Symbols. Marburg in Hessen (Google Books US)
- 1890: Danias Lydskrift. In: Dania. Tidsskrift for Dansk Folkemål og Folkeminder. Bd. 1, 1890/1892, S. 33–79, (Hier, Seite 41, verwendet Jespersen den Begriff Riksmål.).
- 1894: Progress in Language; with Special Reference to English.
- 1895: Spoken English. Everyday Talk, with phonetik Transcription. 3. Aufl., Leipzig (Google Books US)
  - 1897: Spoken English. Everyday Talk, with phonetic Transcription. 4. Aufl., Leipzig (Google Books US)
- 1897–1899: Fonetik: En systematisk Fremstilling af Læren om Sproglyd. København (Google Books US)
- 1904: LEHRBUCH DER PHONETIK, Leipzig (Auszug aus „Fonetik, en systematisk fremstilling af leeren om sproglyd“ Archive.org)
- 1905: Growth and Structure of the English Language (ISBN 0-226-39877-3)
- 1909ff: A Modern English Grammar ISBN 0-06-493318-0 (7 Bände)
- 1922: Language: Its Nature, Development, and Origin (ISBN 0-04-400007-3)
- 1924: The Philosophy of Grammar (ISBN 0-226-39881-1)
- 1928: An International Language (Memento vom 18. April 2008 im Internet Archive)
- 1930: Novial Lexike (Novial Wörterbuch)
- 1933: Essentials of English Grammar.
- 1938: En sprogmands levned, Kopenhagen, Jespersens Autobiographie
  - 1995: A Linguist's Life: englische Übersetzung von Otto Jespersens Autobiographie, herausgegeben von Arne Juul [et al.]. Odense, 1995. (ISBN 87-7838-132-0)